# Porchetta
La porchetta è un piatto tipico dell'Italia centrale e di alcune regioni settentrionali. Consiste in un maiale intero, svuotato, disossato, cotto allo spiedo o in forno e condito, la cui carne viene tradizionalmente servita in panini imbottiti.
Il metodo di preparazione si può applicare anche ad altre carni (agnello, coniglio, istrice) o pesci (carpa), da cui ad esempio il "coniglio porchettato" o "coniglio in porchetta".
Il suo consumo è tradizionalmente associato ai venditori ambulanti che si recano dov'è previsto un notevole afflusso di persone (feste paesane, fiere, mercati, sagre, ecc.).

## Origine
(Cantare ventesimosettimo, ottava toscana 264, dal poema Morgante da Luigi Pulci nel 1478)
Il luogo di elaborazione della ricetta della porchetta è a tutt'oggi incerto. Gli abitanti di Ariccia, nel Lazio, rivendicano la paternità della ricetta originaria. In Umbria si sostiene che sia nata a Norcia, famosa sin dai tempi dei romani per l'allevamento del maiale (da cui il sostantivo "norcino"). Nell'Alto Lazio la si fa risalire all'epoca degli Etruschi. Antichissima è la tradizione della porchetta di Campli in provincia di Teramo, dove sono state rinvenute prove nella vicina necropoli picena di Campovalano. Molte sono le fonti che la porchetta abbia effettivamente origini nel comune di Poggio Bustone, in provincia di Rieti.
In Abruzzo a Campli già gli Statuti comunali del 1575, rinnovati per opera di Margherita d'Austria, contenevano numerose indicazioni sull'uso, la vendita e la cottura della porchetta. Analoghe rivendicazioni di primogenitura si riscontrano in località delle Marche. In un disegno di Leonardo da Vinci, RL12397, è stata rilevata una porchetta simile alle odierne, completa di segni di legatura.
La porchetta è diffusa anche in Romagna e nel Ferrarese.
Nel novecento la porchetta ha avuto successo in Veneto, diffondendosi a Treviso e Padova, diventando un prodotto familiarmente locale per i consumatori veneti.

## Tradizione e sapori
Esistono due tipi fondamentali di condimento e quindi di gusto, dettati dalla tradizione. 

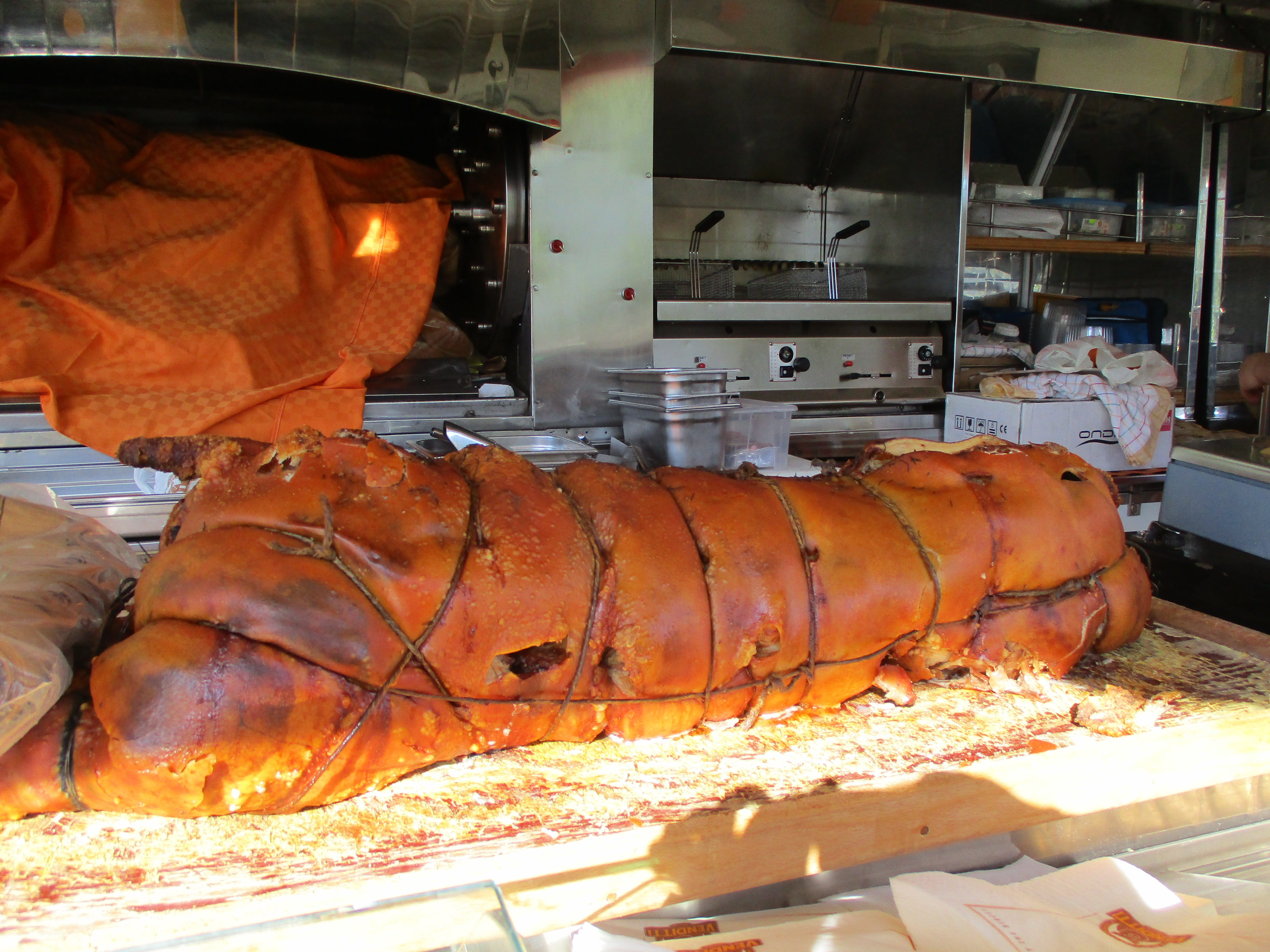
Porchetta a Luco dei Marsi, Abruzzo

Nella Toscana meridionale, nei Castelli Romani del sud, in Sabina e in altre aree del centro Italia, si aromatizza con il rosmarino (ramerino in toscano). Tipiche sono quelle laziali di Selci (P.A.T.) e quella di Ariccia (IGP): "la porca co un bosco de rosmarino in de la panza", come scrisse Carlo Emilio Gadda in Quer pasticciaccio brutto de via Merulana. Così come nella zona dei Castelli Romani e in particolare nei paesi di Ariccia, Cecchina e Marino si trovano dei locali caratteristici, chiamati "fraschette", dove si gustano porchetta e vino locali.
Nella Tuscia, in Umbria, nelle Marche e in Romagna invece si aromatizza col finocchio selvatico. Tipiche di questa tradizione sono le porchette che si preparano a Cellere, Soriano nel Cimino, Bagnaia, Vignanello, Vallerano e Sutri (Tuscia viterbese) e a Costano, in Umbria. In Abruzzo, la porchetta di Campli si differenzia e si distingue da quella preparata in altre zone per gli aromi, i tempi e i modi di cottura (non è utilizzato, ad esempio, il finocchio selvatico). Avezzano, nella Marsica, è un'altra zona di produzione della porchetta.

## Produzione

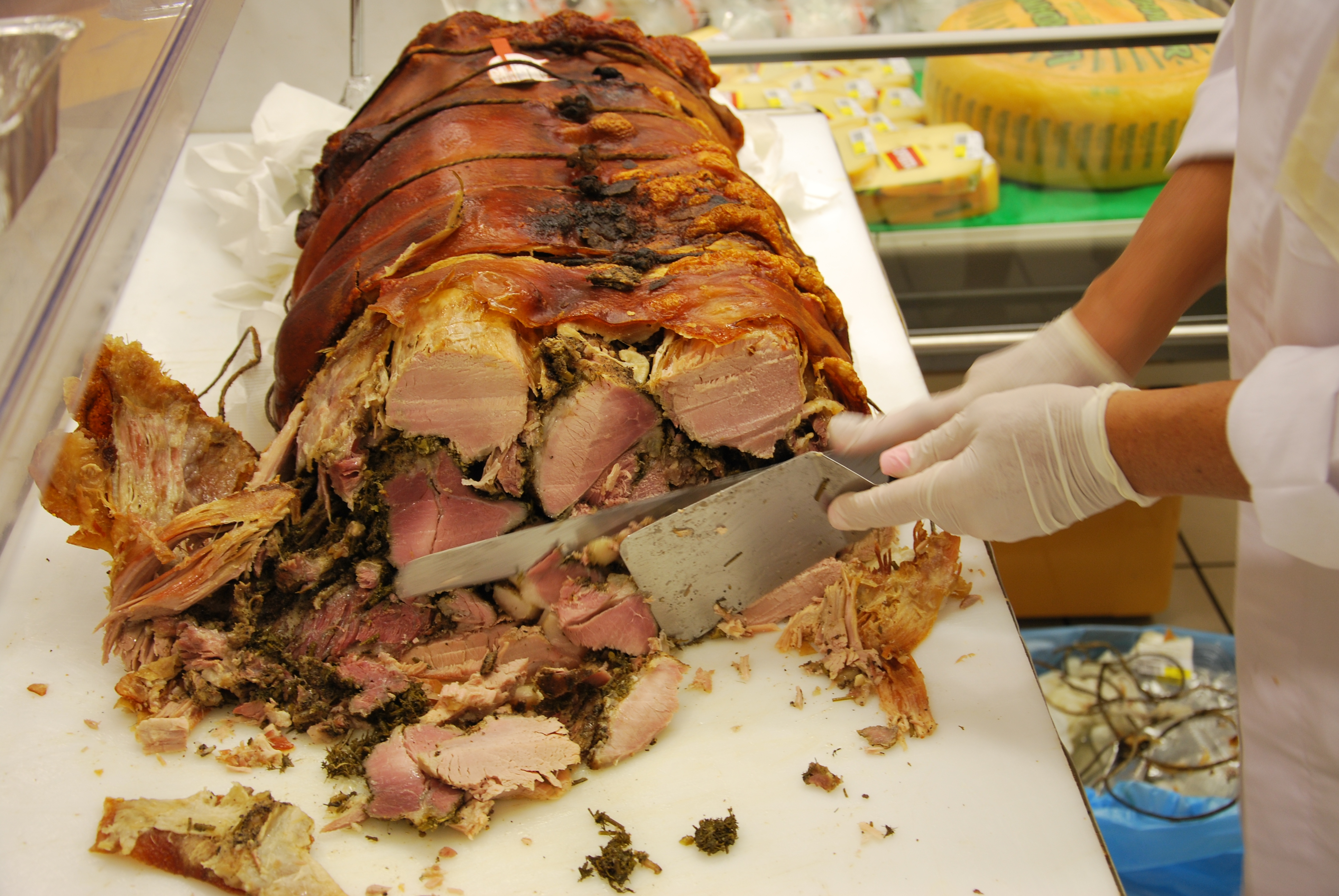
Porchetta a Macerata, Marche

Per prepararla, l'artigiano sceglie un suino di un anno, del peso massimo di un quintale. Una volta ucciso e dissanguato, il maiale s'immerge in una caldaia d'acqua bollente per procedere alla depilazione. Quindi, accuratamente lavato, si apre, si eviscera, si disossa e si riempie di condimento: sale da cucina, pepe, teste d'aglio con tutta la camicia e, a seconda della tradizione, fegato e milza tagliati a tocchetti e manciate di rosmarino o di finocchio selvatico o anche amarene e mandorle.
Una volta imbottita di sapori, la porchetta viene infilzata con un bastone che fuoriesce dalla bocca e dall'altra estremità (utile anche per il trasporto), si lega con dello spago e si mette al forno. La cottura dura da cinque a otto ore, a seconda della mole dell'animale, e va controllata di tanto in tanto per constatare il progressivo rosolamento. La tradizione vuole che la porchetta sia arrostita nel forno a legna, anche se ormai si tende ad arrostire la porchetta in forni in acciaio inossidabile.
In alcune località si preferiscono uccidere maiali più giovani, di sei o sette mesi, e poi cuocerli allo spiedo.

## Consumo

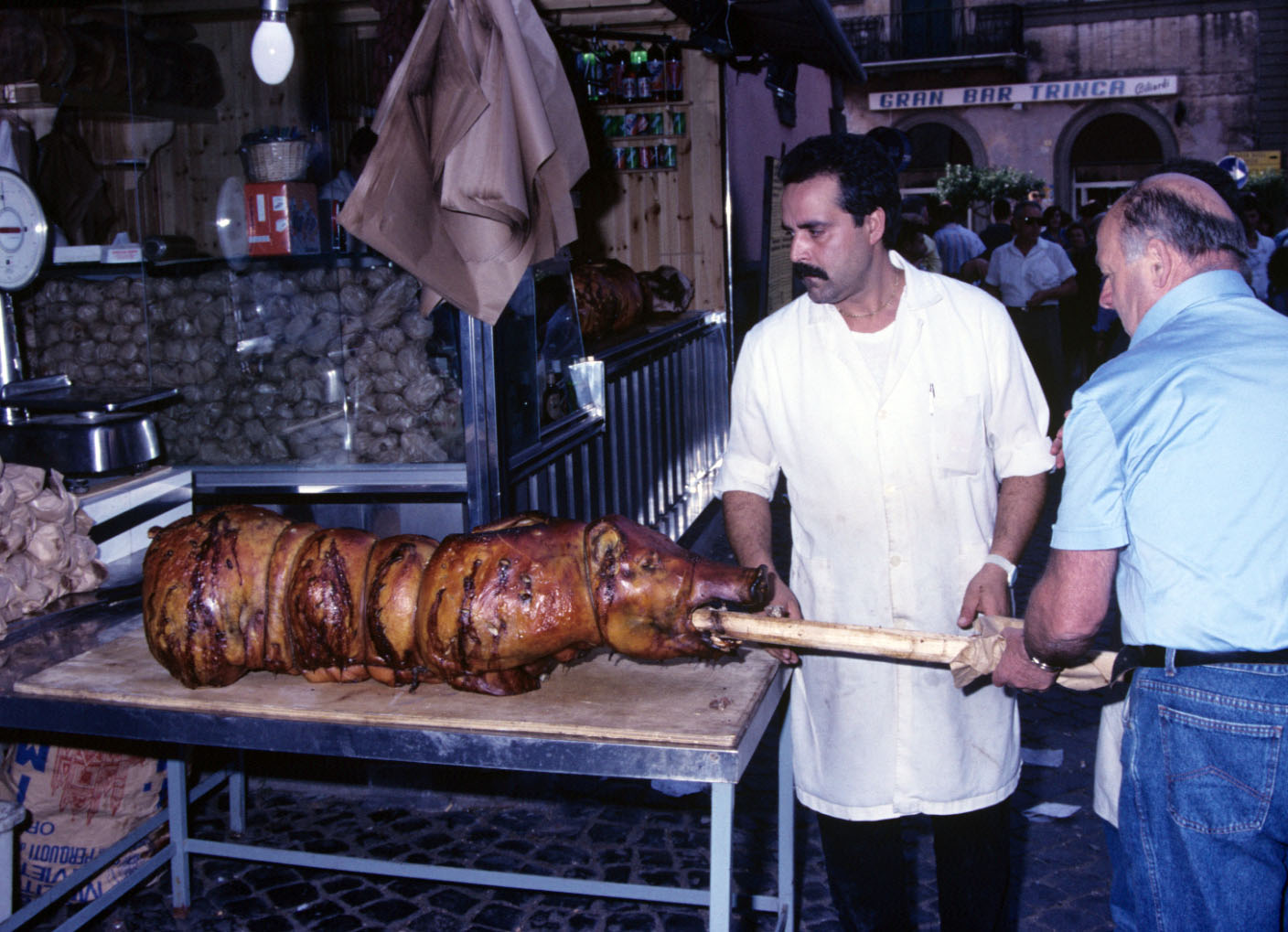
Porchetta a Marino (RM)

La porchetta dev'essere consumata il giorno stesso dell'acquisto. Tiepida esprime al massimo il suo sapore e l'aroma delle spezie, le parti più gustose sono quelle grasse. La freschezza si riconosce dalla croccantezza della crosta ovvero la pelle del maiale. Essa è tradizionalmente servita in panini imbottiti di porchetta e crosta. Se non si consuma subito, l'affettato di porchetta può essere conservato in frigo, per poi tirarlo fuori un'ora prima per riportarlo a temperatura ambiente.

## Preparazione con altre carni
In Romagna il metodo di preparazione della porchetta è applicato anche alla carne di coniglio, ottenendo il "coniglio porchettato" o "coniglio in porchetta", una ricetta tipica dei paesi dell'entroterra.
Dopo aver eliminato la testa, il coniglio viene aperto, eviscerato - tenendo da parte il fegato - e disossato. Dopo averlo lavato e asciugato con uno strofinaccio, si riempie di condimento: 20 g di sale da cucina misto a pepe nero, spicchi d'aglio, strutto, fegato tagliato a tocchetti e manciate di finocchio selvatico, distribuendo il tutto per la lunghezza del coniglio. Una volta imbottito di sapori, viene chiuso con ago e filo, salato e pepato e disposto in una casseruola, a cui si aggiunge strutto e vino bianco. La casseruola viene posta in forno già caldo a 180°, lasciando cuocere per almeno un'ora e avendo cura di rigirare la carne ogni mezzora. Pochi minuti prima di toglierlo dal forno, viene irrorato di succo di limone e del rimanente vino bianco. In alternativa, cuocere in forno caldo a 200° per mezzora e terminare la cottura a 150° per 1 ora e mezzo e, se troppo asciutto, bagnarlo con del vino e del brodo.
Si serve accompagnato da patate arrosto (cotte insieme alla carne) ed erbette saltate o insalata mista.

## Sagre
Le sagre della porchetta si svolgono in diverse località d'Italia, anche molto distanti tra loro. A Sant'Antonio Abate la sagra è abbinata a una fiera campionaria. A Campli, dove la sagra si svolge in agosto (un concorso gastronomico tenutosi a Venezia nel 2009 conferì il riconoscimento di "miglior porchetta italiana") la porchetta ha origini antiche, essendo citata negli Statuti di Campli del 1575,  suffragate anche dal rinvenimento di tracce di maiali nella limitrofa Necropoli di Campovalano. Altre importanti e note sagre si tengono ad Ariccia (inizio settembre), Costano (metà agosto), Monte San Savino (settembre), San Terenziano-Gualdo Cattaneo (maggio), Poggio Bustone (si tiene dal 1930 la prima domenica di ottobre), Selci (dal 1950 ogni seconda domenica di agosto) e Monterado, nel secondo fine settimana di maggio.

## Galleria d'immagini

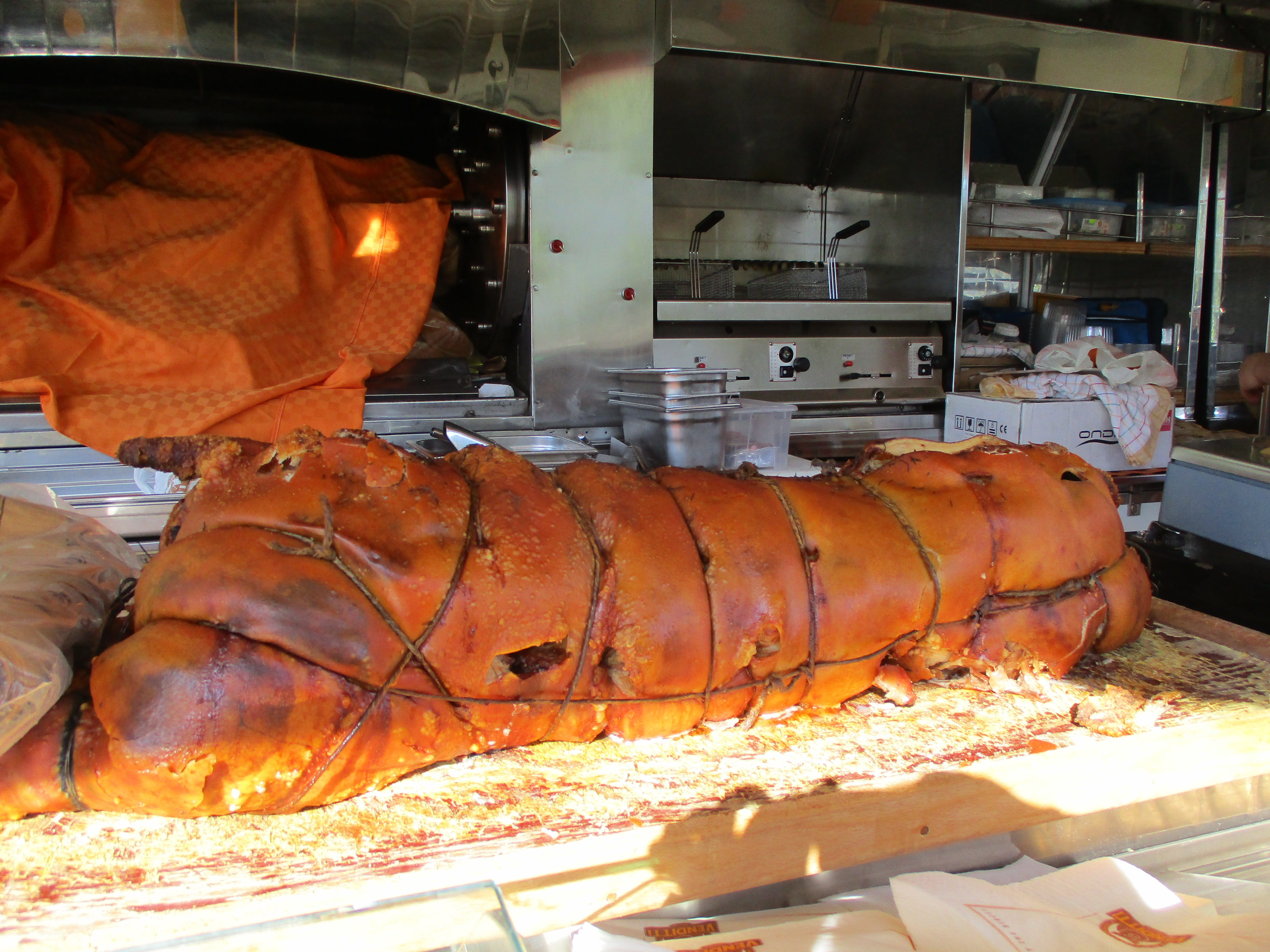
Porchetta luchese
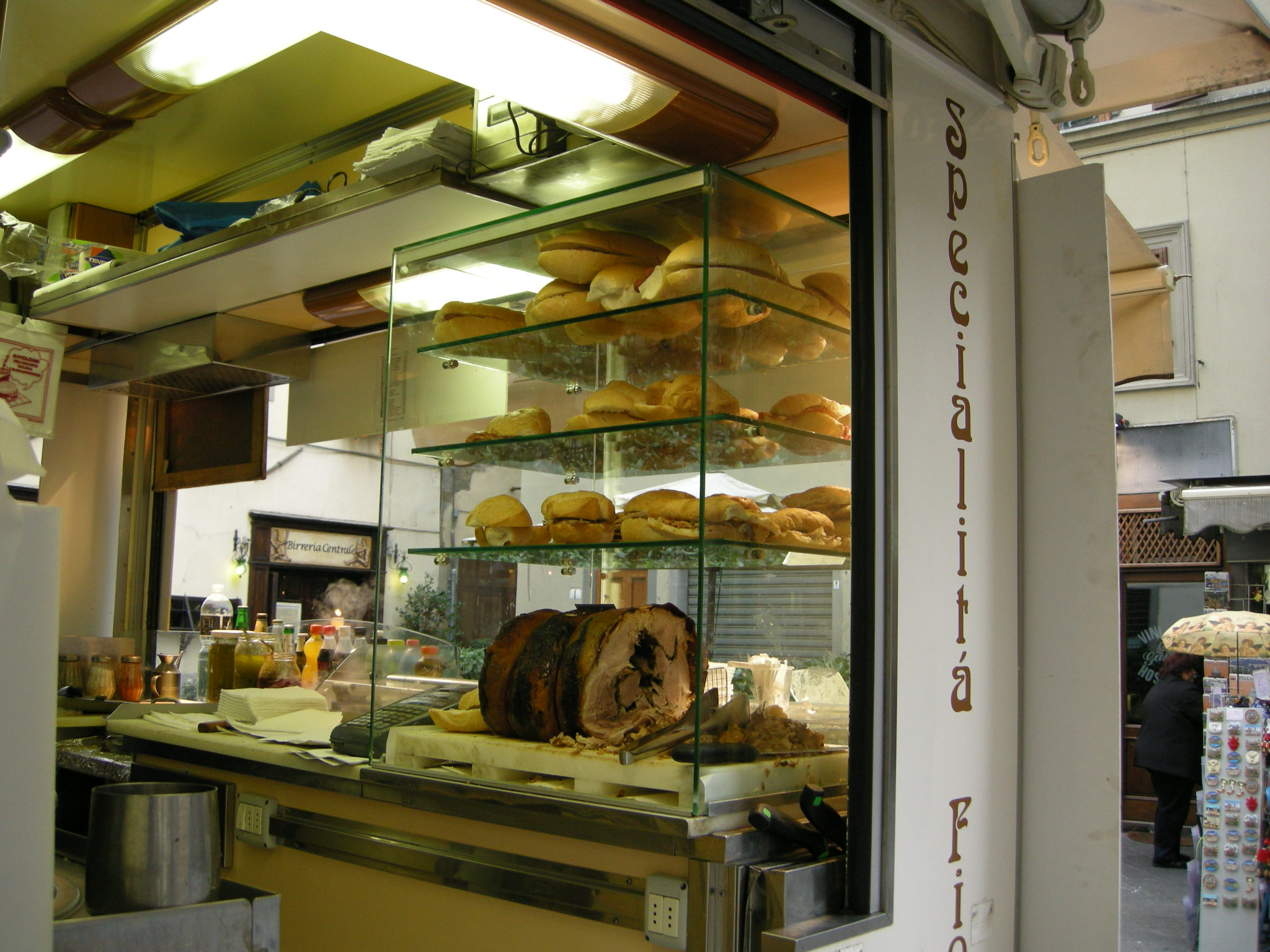
Vetrina con porchetta e lampredotto a Firenze
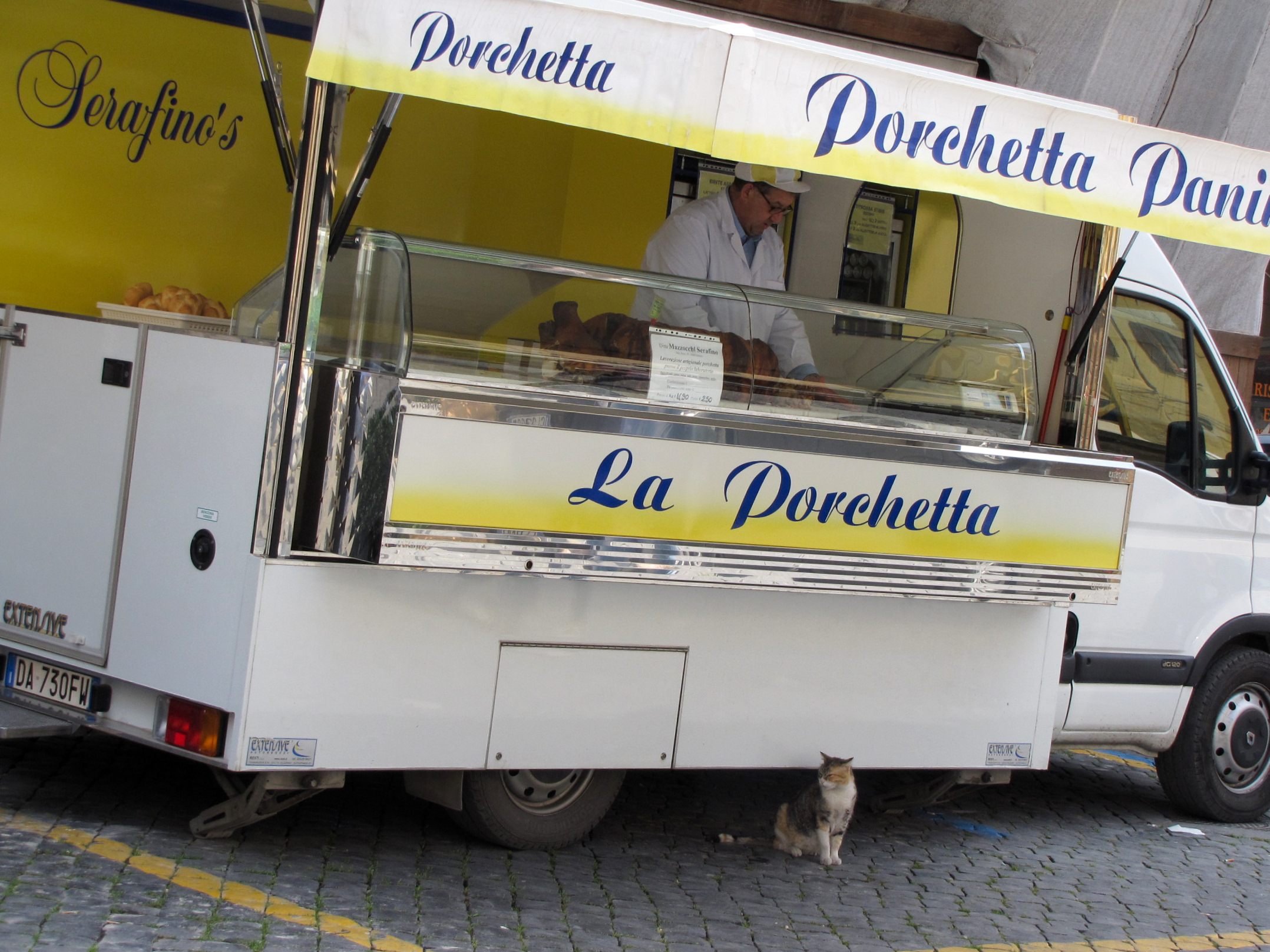
Un venditore ambulante a Spoleto
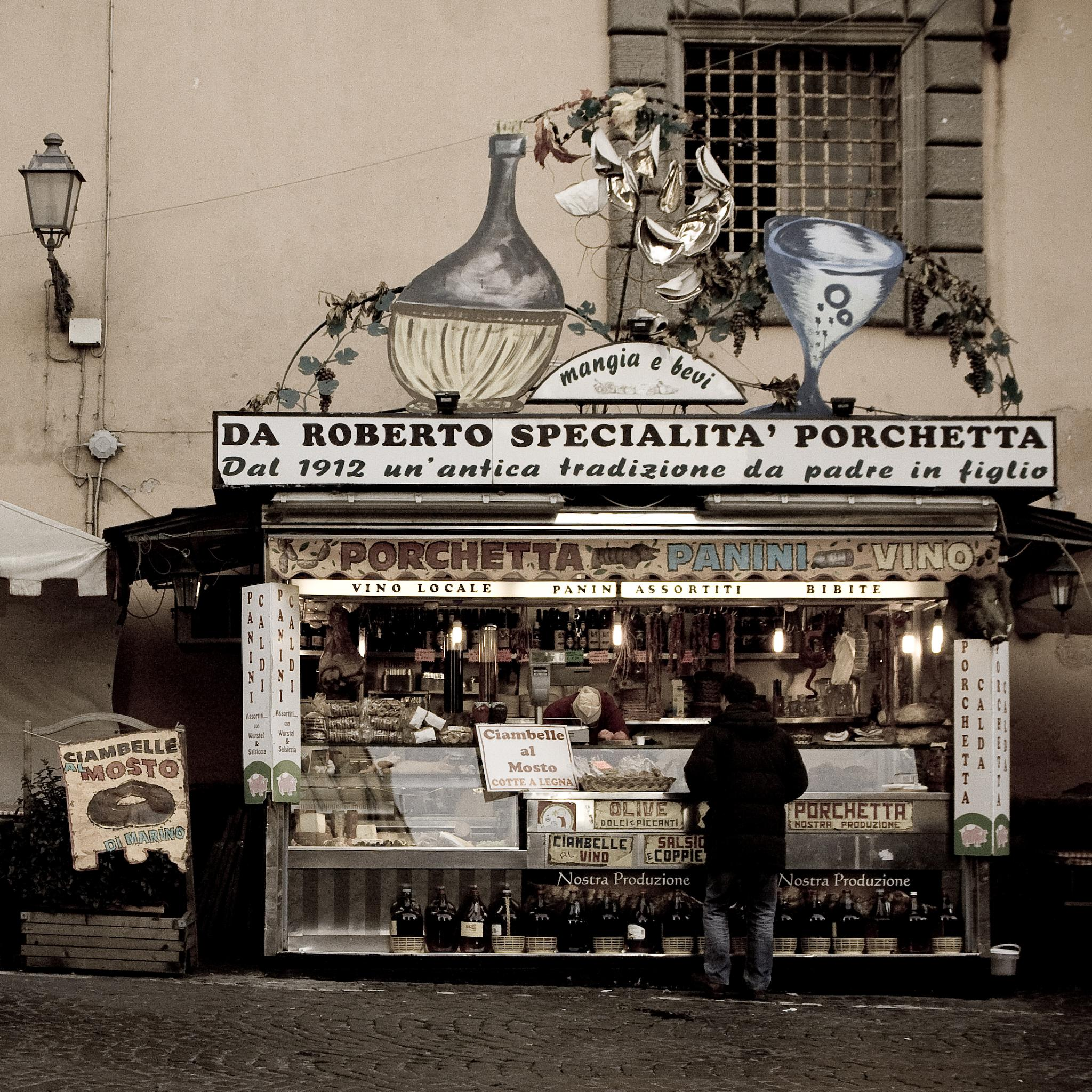
Venditore ambulante in provincia di Roma